# Droga ekspresowa S86 (Polska)
Droga ekspresowa S86 – zbudowany w latach 1978–1986 odcinek drogi krajowej nr 86 o długości 5,9 km łączący Katowice (węzeł al. W. Roździeńskiego, ul. Murckowskiej i ul. Bagiennej) i Sosnowiec (węzeł Pogoń). W Katowicach jest częścią alei Walentego Roździeńskiego, w 2010 pierwsza, a od 2015 nieprzerwanie druga najruchliwsza trasa w Polsce, a jednocześnie lider wśród dróg ekspresowych z największą liczbą kolizji i wypadków w 2016 roku.
Droga posiada 2 jezdnie po 3 pasy na każdej z nich. Od 1999 roku droga jest w zarządzie Generalnej Dyrekcji Dróg Krajowych i Autostrad. 13 października 2015 rząd zmienił rozporządzenie w sprawie sieci autostrad i dróg ekspresowych, oficjalnie dopisując do listy dróg ekspresowych trasę S86, co uczyniło ją najkrótszą drogą ekspresową w Polsce. Jest to jedna z nielicznych dróg ekspresowych, których istniejące odcinki nie mają połączenia z resztą sieci autostrad i dróg ekspresowych.

## Natężenie ruchu

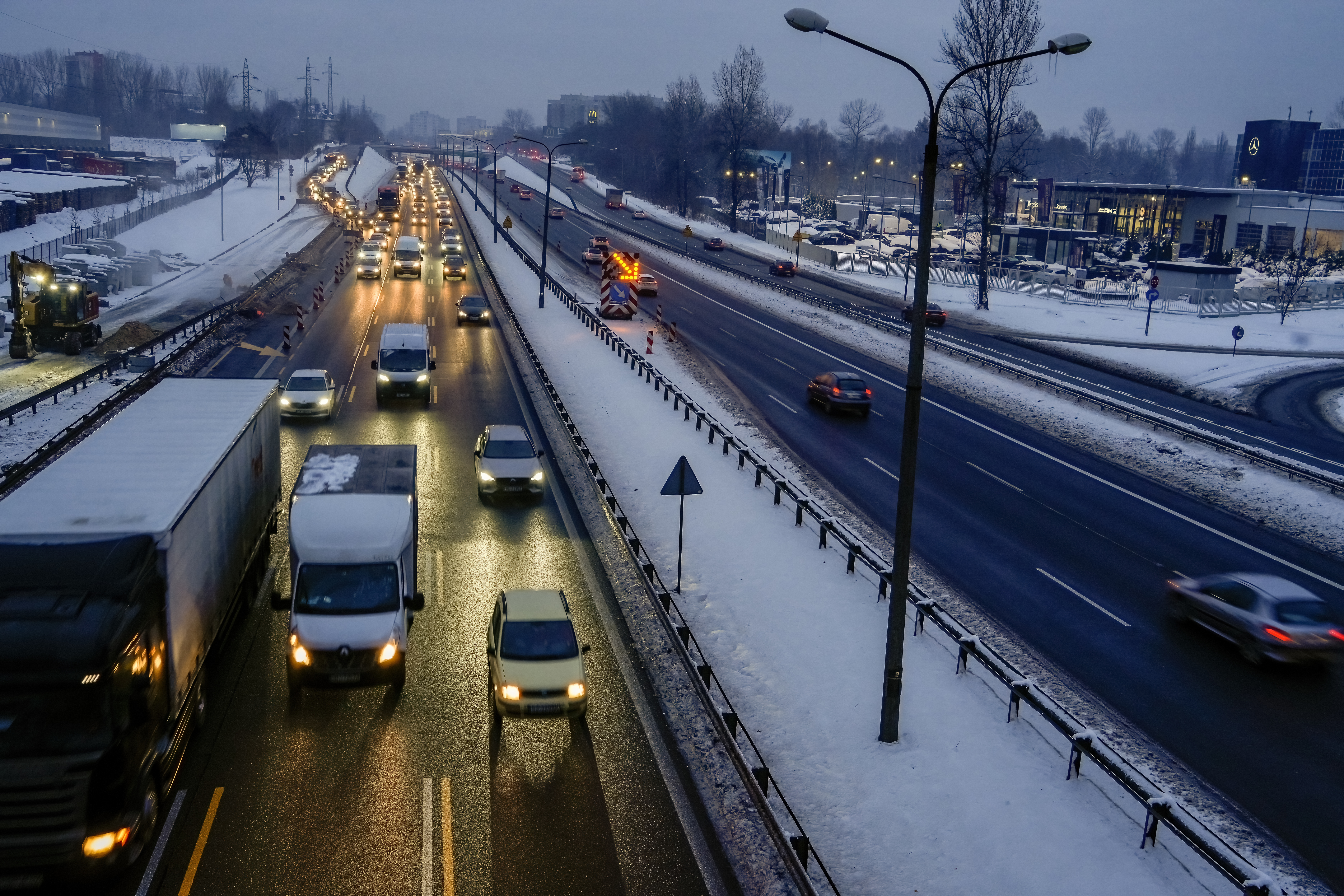
Poranny korek na S86 w Sosnowcu w okolicy skrzyżowania dwupoziomowego z ulicą Piłsudskiego

Jako główny kanał komunikacyjny łączący Zagłębie Dąbrowskie z górnośląską częścią Konurbacji Katowickiej droga S86 jest drogą o wysokim natężeniu ruchu, na której często występują korki. Zgodnie z wynikami Generalnego Pomiaru Ruchu (GPR) w 2010 miała największe natężeniu ruchu w Polsce z wynikiem 104 339 pojazdów na dobę. Według GPR od 2015 roku była drugą pod względem natężenia ruchu drogą krajową po warszawskim odcinku S8, z natężeniem wynoszącym 112 212 poj./dobę i podobnym wynikiem w roku 2020 i latach następnych. Prof. Robert Tomanek z Uniwersytetu Ekonomicznego w Katowicach podaje, że 100 tys. aut na dobę to jest absolutna granica przepustowości tej drogi. Wskazuje też, że niemożliwe jest jej poszerzenie przez ograniczenie sąsiadującą zabudową. Jest to jedna z trzech dróg ekspresowych w Polsce gdzie poziom swobody ruchu w 2017 roku oceniany był najniżej, na ocenę C (bardzo przekroczony). Jak wynika z map GPR najwięcej ruchu generowane jest na tej trasie przez przyległe do Katowic miasta Zagłębia: Sosnowiec, Czeladź, Będzin przy czym jak wynika za ponad 80% tego ruchu odpowiadają samochody osobowe. Prof. Jerzy Runge z Uniwersytetu Śląskiego łączy nadmierne obciążenie trasy z policentrycznym modelem rynku pracy w regionie, gdzie Katowice zdecydowanie zdominowały lokalny rynek, co przekierowało strumień osób poruszających się w kierunku Katowic z okolicznych miast. Z Sosnowca do Katowic podróżuje ponad 8 razy więcej osób do pracy niż w kierunku odwrotnym i jest to rekord w skali kraju. W dzień roboczy, jak podaje KZK GOP, autobusami, kursującymi przez S86 z Sosnowca i Dąbrowy jeździ 44 tys. osób. W soboty 19 tys., a w niedzielę 13 tys. Jako przyczynę zatorów na drodze wskazywane też jest wąskie gardło na połączeniu z drogą krajową nr 79 prowadzącą z Mysłowic.

## Połączenia alternatywne
Ze względu na trwające wiele lat niemożliwe do rozwiązania problemy z przepustowością drogi i charakterystykę ruchu, gdzie podstawę stanowi ruch lokalny związany z dojazdem do pracy poszukiwane są sposoby przekierowania części ruchu na transport alternatywny.

### Komunikacja publiczna
Komunikacja publiczna na odcinku Sosnowiec – Katowice jest oceniana jako słaba. Linie autobusowe nie stanowią alternatywy, gdyż kursują trasą S86 i nadmierny ruch powoduje poważne opóźnienia linii autobusowych w czasie gdy podróżuje nimi najwięcej pasażerów. W przebiegu alternatywnym porusza się linia nr 15, ale jest krytykowana ze względu na czas przejazdu i koszty, które plasują ją dużo niżej w atrakcyjności niż transport samochodowy.

### Szybki tramwaj
W 2017 roku pojawił się koncepcja budowy drugiego, szybszego względem linii 15, połączenia tramwajowego między Sosnowcem a Katowicami, które miało by przebieg równoległy do S86. W 2020 roku projekt utknął na poziomie wyboru firmy, która dla Tramwajów Śląskich miała by przygotować studium projektowe.

### Buspasy
W 2022 Kazimierz Karolczak, przewodniczący zarządu Metropolii GZM, zaproponował utworzenie buspasów na trasie S86. Wcześniej, w 2018, takie rozwiązanie zaproponował prezydent Sosnowca, Arkadiusz Chęciński. Rozwiązanie to zostało jednoznacznie odrzucone przez GDDKiA jako niemożliwe do realizacji głównie ze względu na przepustowość drogi, „wąskie gardło” na połączeniu z DK79 oraz status drogi ekspresowej.

### Drogi rowerowe i velostrady
Katowice nie posiadają spójnego, jednolitego połączenia drogami rowerowymi z Sosnowcem, a system tras planowanych nie gwarantuje najszybszego połączenia obu miast. W 2016 pojawiła się koncepcja budowy szybkiej drogi rowerowej pomiędzy Sosnowcem a Katowicami w śladzie dawnej kolei piaskowej. Koncepcja ta w 2019 roku dzięki Metropolii GZM przybrała realny kształt velostrady w przebiegu równoległym do S86 jako połączenie alternatywne pozwalające pokonać trasę rowerem w około 25–30 min, a rowerem elektrycznym i hulajnogą elektryczną nawet w 20 min.

## Wypadki i kolizje
Wśród dróg ekspresowych S86 jest na pierwszym miejscu najniebezpieczniejszych dróg w Polsce: na 1 km drogi zgłoszonych zostało średnio 113 kolizji i wypadków w ciągu niemal całego roku co daje średnio prawie 2 kolizje każdego dnia na cały odcinek 5,9 km. W 2016 roku wydarzyło się tam 599 kolizji i wypadków, co było najwyższym wynikiem dla wszystkich dróg w Katowicach. Istotnym czynnikiem wymienianym przy okazji kolizji na trasie S86 jest podawany fakt, że jakakolwiek kolizja na tej trasie potrafi sparaliżować region.